# 鷲宮神社 (加須市花崎)
鷲宮神社（わしのみやじんじゃ）は、埼玉県加須市の神社。

## 歴史
創建年代は不明である。当地の地名「花崎」は、かつては花崎村であり、当時の花崎村は上組・下組に分かれており、上組の鎮守は「八坂社」、下組の鎮守は「鷲明神社」であった。この鷲明神社が当社の前身である。近くの花蔵院が別当寺であった。ちなみに上組の八坂社の別当寺は法泉寺である。
明治初期、「鷲明神社」から「鷲宮神社」に改称し、近代社格制度に基づく「村社」に列せられた。1908年（明治41年）の神社合祀により、上組の八坂社を合祀した。

## 交通アクセス
- 花崎駅より徒歩25分。